# Assassinat d'Emily Sander
Emily Irene Sander (26 de febrer de 1989  - 24 de novembre de 2007) va ser una estudiant de 18 anys del Butler Community College a El Dorado, Kansas, Estats Units, que va ser denunciada com a desapareguda el 23 de novembre de 2007 i trobada morta sis dies després. La seva desaparició va ser àmpliament comentada als principals mitjans de comunicació. Israel Mireles va ser investigat com a sospitós, sent arrestat a Mèxic i el febrer de 2010 va ser declarat culpable del seu assassinat.

## Desaparició
Segons la policia, Sander i un home que van identificar com a Israel Mireles, de 24 anys, van ser vists sortint d'un bar a l'est d'El Dorado el 23 de novembre de 2007. Aquesta va ser l'última vegada que Sander va ser vist amb vida. Més tard, es va descobrir sang a l'habitació del motel de Mireles al costat d'un restaurant italià on treballava de cambrer i el cotxe de Sander es va trobar encara aparcat al bar. El cotxe de lloguer que conduïa Mireles va ser trobat abandonat el 27 de novembre a Vernon, Texas, on vivien familiars seus.
Sis dies després de la desaparició de Sander, el 29 de novembre, els investigadors van trobar un cos 50 milles (80 km) a l'est d'El Dorado, després es va confirmar que era de Sander. Es va practicar l'⁣autòpsia, però els resultats i la causa de la mort es van segellar fins al judici, quan llavors es va revelar que havia estat apunyalada diverses vegades i estrangulada fins a la mort amb un cable telefònic.

## Investigació
El cap de policia d'El Dorado, Tom Boren, va dir que es va assignar al cas a un grup especial d'agents de l'FBI i de l'Oficina d'Investigació de Kansas. El 19 de desembre de 2007, la policia local va detenir Mireles a Santa Rosa de Múzquiz, Múzquiz, Mèxic. Posteriorment, va ser acusat als EUA d'assassinat capital, violació i sodomia agreujada. Quan el van capturar, estava amb la seva parella embarassada de 16 anys, Victoria Martens. Tot i que els fiscals van prometre no presentar càrrecs contra ella, inicialment es va negar a tornar a Kansas.
Segons la mare de Victoria Martens, Sandy Martens, la seva filla li havia trucat el 24 de novembre per dir-li que Mireles havia estat involucrat en un altercat quan un altre home va intentar robar-lo, i la seva filla també li havia enviat un missatge de text dies després que la parella va fugir dient que "tenia moltes coses a dir a la seva mare". Sandy Martens va dir més tard que creia que la seva filla pensava que el viatge amb Mireles a Mèxic eren unes vacances. Victoria Martens més tard va trucar a casa i va ser recollida a la frontera i portada a Texas, on va ser posada sota custòdia de menors. Mireles va ser sospitada d'haver-la embarassat i també acusada de llibertats indecents agreujades amb una menor.
Mireles era un ciutadà mexicà que havia estat legalment als Estats Units i havia tornat al seu país d'origen. Una complicació potencial del cas va ser que abans d'⁣extraditar un sospitós, Mèxic exigí que les autoritats presentessin els càrrecs més greus que podria enfrontar el sospitós, i no permetria l'extradició d'algú que podria enfrontar-se a la pena de mort, per tant, la pena màxima que podria haver afrontat Mireles seria la presó perpètua sense possibilitat de llibertat condicional. El 26 de juny de 2009, va ser extradit als EUA.

## Judici
Del 8 al 12 de febrer de 2010 es va celebrar el judici de Mireles per assassinat capital, violació i sodomia criminal agreujada. Va ser condemnat per violació i assassinat capital, i l'acusació de sodomia agreujada es va retirar com a part de l'acusació d'homicidi capital. El 31 de març de 2010 va ser condemnat a cadena perpètua sense possibilitat de llibertat condicional.
El 2013, Mireles va apel·lar al Tribunal Suprem de Kansas per demanar un nou judici, i el tribunal va confirmar la seva condemna.

## Carrera com a model pornogràfica
Després de diversos dies d'especulació després de la seva desaparició, es va revelar que a més de ser secretària, Emily Sander treballava com a model pornogràfica a Internet utilitzant el pseudònim de Zoey Zane.
Els amics van dir que havia estat reclutada per a un lloc porno a Internet l'estiu del 2007, poc després del seu 18è aniversari. Sembla que s'havia guardat la seva carrera principalment per a ella mateixa i només els amics propers ho sabien.
Els investigadors van dir que no creien que la participació de Sander en la pornografia estigués relacionada amb la seva desaparició. Una declaració al lloc porno Zoey Zane va criticar els mitjans de comunicació, dient que havien volgut desproporcionar la carrera porno de Sander i que era una llàstima que el lloc atragués més espectadors després de la seva mort que no pas anteriorment. Més tard, el lloc es va redirigir a un memorial en línia per a Sander.

## Conseqüències
Es va fer una vetlla per a Sander al Butler Community College. El seu funeral va tenir lloc el 6 de desembre de 2007.